# Kleine Rosengasse 7

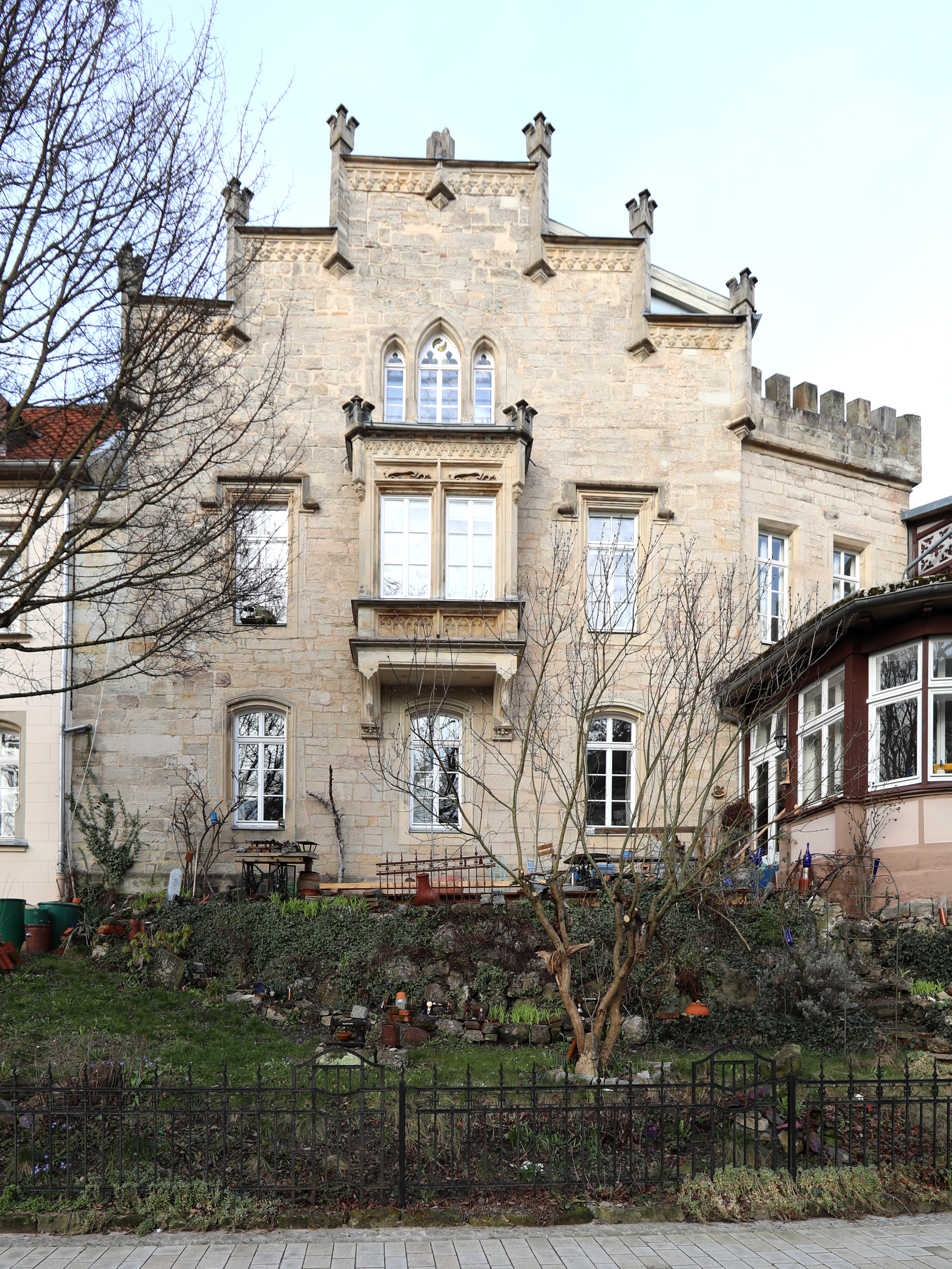
Kleine Rosengasse 7 in Coburg, Rückfront zum Ernstplatz

Das Haus Kleine Rosengasse 7 in der oberfränkischen Stadt Coburg ist ein 1863/1864 errichtetes, neugotisches Wohngebäude, das als Baudenkmal in der Bayerischen Denkmalliste eingetragen ist.

## Geschichte
Wohl um oder nach 1200 entstand die mittelalterliche Stadtbefestigung Coburgs. An der inneren Stadtmauer stand ab 1544 das Stadtknechtshaus auf dem heutigen Grundstück Kleine Rosengasse 7. Ab 1730 wurde das Gebäude als Malzdarre mit einer Nachtwächterwohnung genutzt. Nach 1781 wurde am heutigen Ernstplatz die innere Stadtmauer bereichsweise abgebrochen, zur Schaffung einer Grünanlage, der Stadtgraben trockengelegt und verfüllt. Im Jahr 1791 folgte der Abbruch eines vermutlich quadratischen Wehrturmes und 1863 der Abbruch des ehemaligen Stadtknechtshauses, das vor dem Wehrturm stand.
In den Jahren 1863 und 1864 errichtete der Maurermeister Paul Gerlicher einen Wohnhausneubau, wobei eventuell Bauteile der Vorgängerbauten verwendeten wurden. Gerlicher verlängerte das neue Gebäude in Richtung Ernstplatz bis an die Reste der alten Stadtmauer heran und ergänzte es um einen Annexbau (siehe Albertsplatz 7) in Richtung Albertsplatz. Im Jahr 1952 wurde eine Außenputzsanierung durchgeführt. Im Rahmen des Umbaus zu Eigentumswohnungen folgte 1997 eine Generalsanierung.

## Architektur
Das giebelständige, zweigeschossige Satteldachhaus hat eine aus Sandsteinquadern bestehende Giebelfront gegen den Ernstplatz. Diese neogotisch gestaltete, dreiachsige Fassade kennzeichnet ein breiter Stufengiebel mit Zinnentürmchen über einem Erker mit zwei Frontfenstern und einer spitzbogigen Drillingsarkade. Im Bereich der ehemaligen Stadtmauer sind noch teilweise aus dem Mittelalter stammende Gewölbekeller vorhanden.
Die verputzte Giebelfassade in der Rosengasse ist im Erdgeschoss dreiachsig und hat im Obergeschoss drei zusammengezogene Fenster. Bis 1919 bestand sie aus einem Sandsteinsockelgeschoss, einem dreiachsigen Kastenerker mit Konsolen im Obergeschoss und einem geschwungenen Giebelabschluss, wobei das Dachgiebeldreieck holzverschalt war.